# André Maman
Pour les articles homonymes, voir Maman.
André Maman, né le 9 juin 1927 et mort le 13 avril 2018, est un universitaire et homme politique français.

## Biographie
Il est diplômé de l'Institut d'études politiques de Toulouse (promotion 1950).

## Détail des fonctions et des mandats
Mandat parlementaire
- 27 septembre 1992 - 30 septembre 2001 : Sénateur des Français établis hors de France